# 化膿
化膿（かのう）は、組織の損傷部が炎症を起こし、好中球を主とした白血球の浸潤と炎症組織の溶解により、粘稠な浸出液を形成すること。組織内に貯留するものは膿と呼ばれ、上部気道炎症では痰として排出される。したがって細菌性の炎症に伴う痰と膿とは本質的には同じものである。
本来は無色であるが、表皮あるいは上部気道炎症では黄色ブドウ球菌が起炎菌であることが多く、菌の色に由来して淡黄色〜黄緑色の膿が出てくることがある。赤血球分解物が混入する場合は赤み〜褐色味を呈する。
化膿はブドウ球菌やレンサ球菌などによることが一番多いが、テレビン油などの化学物質などによることもある。
炎症により、白血球走化因子等の産生により血管から炎症組織に浸潤した好中球は貪食作用により、炎症に伴う細胞壊死によって発生した自己分解産物や細菌を取り込む。過剰な取り込みにより死滅すると好中球も自己分解するのでその局所に膿が形成されることになる。炎症の度合いが小さければ、炎症収束後に好中球などは組織から離れるので化膿は起こらないとされている。
化膿が限局されているものを膿瘍といい、皮下や粘膜下に広がる場合を蜂窩織炎という。黄色ブドウ球菌は膿瘍を形成しやすくレンサ球菌は蜂窩織炎を起こしやすいとされる。